# Pârâul Calului, Lupul
Pârâul Calului este unul din cele două brațe care formează râul Lupul. 